# Liste der Naturdenkmale in Kirschweiler
Die Liste der Naturdenkmale in Kirschweiler nennt die im Gemeindegebiet von Kirschweiler ausgewiesenen Naturdenkmale (Stand 15. Juli 2013).

## Naturdenkmale
| Nr.         | Bezeichnung            | Lage                                              | Beschreibung | Bild                                    |
| ----------- | ---------------------- | ------------------------------------------------- | ------------ | --------------------------------------- |
| ND-7134-413 | Eiche am Siegelbrunnen | nordöstlich des Ortes; Abteilung Elendsbruch Lage | Quercus sp.  | Direkt Bild zu diesem Denkmal hochladen |